# Аламодом
«Аламодом» (англ. Alamodome) — багатофункціональний стадіон у місті Сан-Антоніо, Техас, США.

## Історія
Стадіон побудований протягом 1990—1993 років та відкритий 15 травня 1993 року. У 2008 році оновлена аудіосистема, 2009 року встановлено світлодіодні відеопанелі. У 2010 році відкрито нову глядацьку зону класу «люкс». У ході реконструкції 2016 року облаштовано новий медіацентр, оновлено роздягальні та систему освітлення.

## Загальний опис
Стадіон є 5-рівневою мультифункціональною ареною потужністю 65 000 глядачів із можливістю розширення до 72 000 місць. Трансформація арени на хокейний чи баскетбольний майданчик здійснюється за 12-18 годин. Арена обладнана 38 місцями класу «люкс» та 6 000 клубними місцями. На арені є дві постійних ковзанки. 
Стадіон приймав матчі в рамках Золотого кубка КОНКАКАФ 2017 року.